# Gloria Escamilla González
Gloria Escamilla González (Monterrey, 11 de septiembre de 1926-Ciudad de México, 31 de agosto de 2001) fue una bibliotecóloga y profesora universitaria mexicana. Se desempeñó profesionalmente en diversas entidades de la Universidad Nacional Autónoma de México, particularmente en el Instituto de Investigaciones Bibliográficas y en la Facultad de Filosofía y Letras, donde desarrolló una influyente carrera académica en torno a las subdisciplinas de la bibliografía y catalogación.

## Biografía
Gloria Escamilla comienza su carrera académica y profesional en la Facultad de Filosofía y Letras (FFyL) de la Universidad Nacional Autónoma de México (UNAM) a inicios de los años 1950, cuando se gradúa de la Maestría en Letras Modernas (Inglesas) en 1952.  Comienza a trabajar como profesora de inglés en una escuela privada de la Ciudad de México, actividad que desempeña hasta 1958, y en 1957 se incorpora como jefa del Departamento de Servicios al Público de la Biblioteca Nacional de México. Posteriormente, regresa como alumna de posgrado a la FFyL, donde se gradúa de la Maestría en Bibliotecología con la tesis Bibliografía e investigación bibliográfica (1960), bajo la supervisión de Delfina Esmeralda López Sarrelangue.
En 1960, ingresa como profesora del Colegio de Bibliotecología de la FFyL, sitio donde desempeñaría el grueso de su carrera docente, y coordina este departamento entre los años 1966 y 1974. Paralelamente, obtiene el cargo de la Jefatura de Servicios Técnicos de la Biblioteca Nacional de México entre 1962 y 1972 y, en 1973, obtiene una plaza de investigadora definitiva en el Instituto de Investigaciones Bibliográficas, donde dedica varios proyectos a la organización y automatización del proyecto Bibliografía mexicana y de las salas especiales de la Biblioteca Nacional de México. Falleció el 31 de agosto de 2001.

## Publicaciones selectas
- Bibliografía e investigación bibliográfica (1960)
- Manual de metodología y técnica bibliográficas (1973)
- Manual de catalogación descriptiva (1981)
- Interpretación catalográfica de los libros (1987)